# Tony Goldwyn
Anthony Howard "Tony" Goldwyn (n. 20 mai 1960, Los Angeles, California, SUA) este un actor și regizor american. A jucat în filmul Ghost, rolul lui Carl Bruner, pentru care este cunoscut publicului, dar și pentru Colonelul Bagley din Ultimul samurai sau vocea lui Tarzan din celebrul desen animat omonim produs de Disney. Rolul pentru care a intrat în atenția publicului și criticii de specialitate a fost cel din filmul Ghost, pe care l-a jucat alături de Patrick Swayze. Este binecunoscut pentru rolul din seria de comedie Designing Women, acolo unde a jucat rolul unui tânăr bolnav de SIDA. În miniseria produsă de HBO, From the Earth to the Moon, a jucat chiar rolul lui Neil Armstrong. După ce a realizat vocea lui Tarzan în celebrul desen animat, tot el a semnat și vocea aceluiași personaj în jocul video. A avut și un rol în serialul Lege și Ordine, dar a regizat și serialul Dexter, o producție a fratelui său John Goldwyn. 

## Biografie
Tony Goldwyn s-a născut pe 20 mai 1960, la Los Angeles, în familia actriței Jennifer Howard și a producătorului de film Samuel Goldwyn, Jr. Bunicii din partea tatălui au fost celebrul mogul al filmului Samuel Goldwyn și actrița Frances Howard, iar cei din partea mamei au fost scriitorul Sidney Howard și actrița Clare Eames. A urmat studiile colegiului Hamilton, Universității Brandeis și Conservatorul de Muzică și Artă Dramatică din Londra. Din 1987 este căsătorit cu designerul Jane Michelle Musky și au două fiice, Anna și Tess.

## Filmografie

### Filme
| Titlu                      | An   | Rol                        | Note       |
| -------------------------- | ---- | -------------------------- | ---------- |
| Vineri 13: Jason eliberat  | 1986 | Darren                     |            |
| Gaby: A True Story         | 1987 | David                      |            |
| Dark Holiday               | 1989 | Ken Horton                 |            |
| Fantoma mea iubită         | 1990 | Carl Bruner                |            |
| Kuffs                      | 1992 | Ted Bukovsky               |            |
| Suspecții                  | 1992 | Steve Frayn                |            |
| Dosarul Pelican            | 1993 | Fletcher Coal              |            |
| The Last Tattoo            | 1994 | Capt. Michael Starwood     |            |
| The Last Word              | 1995 | Stan                       |            |
| Nixon                      | 1995 | Harold Nixon               |            |
| Reckless                   | 1995 | Tom                        |            |
| The Substance of Fire      | 1996 | Aaron Geldhart             |            |
| Trouble on the Corner      | 1997 | Jeff Stewart               |            |
| Kiss the Girls             | 1997 | Dr. William 'Will' Rudolph |            |
| The Lesser Evil            | 1998 | Frank O'Brian              |            |
| Tarzan                     | 1999 | Tarzan (voice)             |            |
| Pocahontas: The Legend     | 1999 | Sir Edwin Wingfield        |            |
| The 6th Day                | 2000 | Michael Drucker            |            |
| An American Rhapsody       | 2001 | Peter                      |            |
| Bounce                     | 2001 | Greg Janello               |            |
| Abandon                    | 2002 | Dr. David Schaffer         |            |
| Joshua                     | 2002 | Joshua                     |            |
| Kingdom Hearts             | 2002 | Tarzan (voce)              | Joc video  |
| Ultimul samurai            | 2003 | Colonel Bagley             |            |
| Ash Tuesday                | 2003 | Elliott                    |            |
| The Godfather of Green Bay | 2005 | Big Jake Norquist          |            |
| American Gun               | 2005 | Frank                      |            |
| Romance and Cigarettes     | 2005 | Kitty's First Love         |            |
| The Sisters                | 2005 | Vincent Antonelli          |            |
| Ghosts never Sleep         | 2005 | Jared Dolan                |            |
| Poliwood                   | 2009 | Himself                    | Documentar |
| The Last House on the Left | 2009 | John Collingwood           |            |
| The Mechanic               | 2011 | Dean                       |            |
| Divergent                  | 2014 | Andrew Prior               |            |

### Televiziune
| Titlu                        | An           | Episod                                                  | Rol                            |
| ---------------------------- | ------------ | ------------------------------------------------------- | ------------------------------ |
| St. Elsewhere                | 1987         | Episodul: "Schwarzwald"                                 | Henry                          |
| Matlock                      | 1987         | Episodul: "The Doctors"                                 | Dr. Mark Campion               |
| CBS Summer Playhouse         | 1987         | Episodul: "Mabel and Max"                               | Paul                           |
| Designing Women              | 1987         | Episodul: "Killing All the Right People"                | Kendall                        |
| L.A. Law                     | 1988         | Episodul: "Fetus Completus"                             | Chris Arnett                   |
| Hunter                       | 1988         | Episodul: "Murder He Wrote"                             | Byron                          |
| Favorite Son                 | 1988         | TV mini series                                          |                                |
| Murphy Brown                 | 1988         | Episodul: "Respect"                                     | Bobby Powell                   |
| Tales from the Crypt         | 1991         | Episodul: "Abra Cadaver"                                | Dr. Carl Fairbanks             |
| L'Amérique en otage          | 1991         | TV Movie                                                | Jody Powell                    |
| The Last Mile                | 1992         | TV Short                                                |                                |
| Taking the Heat              | 1993         | TV Movie                                                | Michael                        |
| Love Matters                 | 1993         | TV Movie                                                | Geoffrey                       |
| Doomsday Gun                 | 1994         | TV Movie                                                | Donald Duvall                  |
| Under Fire                   | 1995         | Pilot                                                   | James Warren                   |
| A Woman of Independent Means | 1995         | TV mini series                                          | Robert Steed                   |
| Truman                       | 1995         | TV Movie                                                | Clark Clifford                 |
| The Boys Next Door           | 1996         | TV Movie                                                | Jack Palmer                    |
| The Song of the Lark         | 1997         | TV Short                                                | Fred Ottenburg                 |
| From the Earth to the Moon   | 1998         | 2 episodes                                              | Neil Armstrong                 |
| Frasier                      | 2001         | Episodul: "Love Stinks"                                 | Roger                          |
| American Masters             | 2001         | Documentary; Episodul: "Goldwyn The Man and His Movies" | Himself                        |
| The L Word                   | 2004–2005    | 2 episodes                                              | Burr Connor                    |
| Without a Trace              | 2004         | 2 episodes                                              | Greg Knowles / Rick Knowles    |
| Dexter                       | 2006         | Episodul: "Shrink Wrap"                                 | Dr. Emmett Meridian            |
| Law & Order: Criminal Intent | 2007–2008    | 4 episodes                                              | Frank Goren                    |
| The Good Wife                | 2009         | Episodul: "Lifeguard"                                   | Judge Henry Baxter             |
| Drop Dead Diva               | 2011         | Episodul: "Closure"                                     | Alan Roberts                   |
| The Unknown                  | 2012         | Episodul: "Spare the Child"                             | Bill Watson                    |
| Scandal                      | 2012–present | Main cast                                               | President Fitzgerald Grant III |
| Outlaw Prophet               | 2014         | TV Movie                                                | Warren Jeffs                   |

### Regizor
| Titlu              | An        | Episod                                                     |
| ------------------ | --------- | ---------------------------------------------------------- |
| A Walk on the Moon | 1999      | Also producer                                              |
| Someone Like You   | 2001      |                                                            |
| Without a Trace    | 2004      | Episodul: "American Goddess"                               |
| The L Word         | 2004–2005 | 3 episodes                                                 |
| Grey's Anatomy     | 2006      | 2 episodes                                                 |
| The Last Kiss      | 2006      |                                                            |
| Law and Order      | 2006      | Episodul: "Thinking Makes It So"                           |
| Dexter             | 2006–2007 | 4 episodes                                                 |
| Private Practice   | 2007      | Episodul: "In Which Sam Receives an Unexpected Visitor..." |
| Six Degrees        | 2007      | Episodul: "Ray's Back"                                     |
| Kidnapped          | 2007      | Episodul: "Acknowledgement"                                |
| Alibi              | 2007      |                                                            |
| Dirty Sexy Money   | 2007      | Episodul: "The Nutcracker"                                 |
| Conviction         | 2010      | Also producer                                              |
| Damages            | 2010      | Episodul: "Flight's at 11:08"                              |
| Justified          | 2010–2012 | 3 episodes                                                 |
| Hawthorne          | 2011      | Episodul: "To Tell the Truth"                              |
| Scandal            | 2012-2014 | 3 episodes                                                 |
| The Divide         | 2014      | Also producer                                              |

### Teatru
| Titlu                  | An   | Rol               |
| ---------------------- | ---- | ----------------- |
| Tom Jones              | 1988 |                   |
| The Sum of Us          | 1989 |                   |
| Chartaginians          | 1990 |                   |
| Picnic                 | 1991 |                   |
| Spike Heels            | 1992 | Andrew            |
| Lady in the Dark       | 1994 | Charley Johnson   |
| Holiday                | 1995 | Johnny Case       |
| The Water's Edge       | 2006 | Richard           |
| Promises, Promises     | 2010 | J.D. Sheldrake    |
| 24 Hour Plays Broadway | 2010 |                   |
| Broadway Backwards 5   | 2010 |                   |
| The Sound of Music     | 2012 | Captain von Trapp |

### Cărți audio
| Titlu                               | Autor            | An   |
| ----------------------------------- | ---------------- | ---- |
| The Grifters                        | Jim Thompson     | 1991 |
| Tenth Commandment                   | Lawrence Sanders | 1992 |
| Dead Irish (Dismas Hardy Series #1) | John Lescroart   | 2000 |
| The Millionaires                    | Brad Meltzer     | 2005 |
| The Devil in the White City         | Erik Larson      | 2007 |
| A Death in Vienna                   | Daniel Silva     | 2007 |
| Kate Remembered                     | A. Scott Berg    | 2007 |
| Thunderstruck                       | Erik Larson      | 2008 |

### Coloane sonore
| Titlu                  | An   | Album              | Note              |
| ---------------------- | ---- | ------------------ | ----------------- |
| Wanting Things         | 2010 | Promises, Promises |                   |
| Christmas Day          | 2010 | Promises, Promises | feat Ashley Amber |
| It's Our Little Secret | 2010 | Promises, Promises | feat Sean Hayes   |